# August Werner (Fußballspieler)
August Werner (* 6. März 1896 in Kiel; † 20. Oktober 1968 ebenda) war ein deutscher Fußballspieler. Er spielte sowohl im Verein als auch in der Nationalelf als rechter Verteidiger.

## Leben und Verein
August Werner, der jüngere Bruder von Adolf „Adsch“ Werner, dem bedeutendsten Torwart der deutschen Nationalmannschaft vor dem Ersten Weltkrieg und Friedrich Werner, wurde in Kiel geboren. Kurz nach Ende des Ersten Weltkrieges kam er zu den Störchen nach Kiel, wie die Spieler Holstein Kiels überall genannt wurden. Nach nur einem Jahr wechselte er zum Hamburger SV, wo er zusammen mit Hugo Fick, dem Bruder des Nationalspielers Willi Fick, spielte. Im Jahr darauf ging er zurück nach Kiel, wo er bis zu seinem Karriereende spielte. Obwohl er rechter Verteidiger war, galt er als gefürchteter Elfmeterschütze und war, zusammen mit Theo Lagerquist unverzichtbar in der Kieler Abwehr. Nach dem Zweiten Weltkrieg war Werner noch eine Weile Ligaobmann Holstein Kiels. Er starb wahrscheinlich am 20. Oktober, anderen Quellen zufolge auch am 22. Oktober, in Kiel.

## Nationalmannschaft
1925 gab Werner auf einer Reise nach Skandinavien sein Nationalmannschaftsdebüt. Er bestritt am 21. Juni gegen Schweden und am 26. Juni 1925 gegen Finnland jeweils ein Länderspiel. Während das Spiel gegen Schweden in Stockholm noch 0:1 verloren wurde, konnte man fünf Tage später in Helsinki einen 5:3-Sieg verbuchen. Werner profitierte von den Streitigkeiten der beiden Südclubs 1. FC Nürnberg und SpVgg Fürth, deren Spieler auf Grund eines Dauerkonflikts teilweise gar nicht erst anreisten, und so laufend Neulinge eingesetzt werden mussten.

## Nationalsozialismus
August Werner war Polizeihauptmann in Kiel. Schon vor der Machtübernahme durch die Nationalsozialisten war er als deren Sympathisant bekannt. Zum 1. April 1933 trat er der NSDAP bei (Mitgliedsnummer 1.637.278). Zum 1. August 1939 schloss er sich als Sturmbannführer der SS an (SS-Nummer 337.791), November 1942 wurde er zum Obersturmbannführer befördert. Unter allen deutschen Fußball-Nationalspielern erreichte er den höchsten Rang in der SS.